# Узлина (Тулћа)
Узлина (рум. Uzlina) насеље је у Румунији у округу Тулћа у општини Муригиол. Oпштина се налази на надморској висини од 0 m.

## Становништво
Према подацима из 2002. године у насељу је живело 6 становника.